# Elserino Piol
Elserino Mario Piol (Limana, 8 dicembre 1931 – Milano, 17 aprile 2023) è stato un dirigente d'azienda italiano e venture capitalist del settore delle telecomunicazioni.
È stato indicato come il fondatore del venture capital e padre dello sviluppo di internet in Italia.

## Biografia
Perito industriale elettronico, Elserino Piol inizia la sua carriera nel 1952 come programmatore di macchine a schede perforate, alla Olivetti Bull, una joint venture tra Olivetti e Compagnie de Machines Bull, nata per la commercializzazione sul territorio nazionale delle macchine meccanografiche dell'azienda transalpina.
Nel 1959 diventa direttore della divisione commerciale elettronica di Olivetti che nel 1962 si fonderà con Olivetti Bull per costituire la Divisione elettronica Olivetti, composta da 2000 persone tra cui Marisa Bellisario, retta da Ottorino Beltrami e direttamente alle dipendenze dell'amministratore delegato Roberto Olivetti. In seguito agli eventi che coinvolgeranno il gruppo, il 75% della Divisione venne poi ceduto a General Electric, creando Olivetti General Electric.
Durante il passaggio di proprietà, Piol si recò negli Stati Uniti: dopo un anno trascorso alla Harvard Business School, decise di tornare in Olivetti dove, grazie agli ottimi risultati del progetto Elea, fu nominato nel 1965 direttore marketing con responsabilità anche sulla pianificazione dei prodotti.
È in questo periodo che sovrintende al lancio sul mercato del primo desktop computer della storia, la Programma 101: fu lui a deciderne la presentazione sul mercato americano, ritenuto più adatto a un prodotto così rivoluzionario, nonostante i dubbi degli stessi tecnici e dello stesso inventore, Pier Giorgio Perotto.
Non solo: in sede di cessione della proprietà intellettuale dei progetti della Divisione elettronica Olivetti a General Electric, fu Piol a convincere i compratori che la P101 fosse una mera calcolatrice e non un computer a programma memorizzato, evitando che anche questo progetto fosse venduto agli statunitensi, ritenendo che il vero futuro di Olivetti fosse proprio nell'elettronica.
Infatti negli anni settanta si concentra proprio su questo settore, spaziando dalle macchine contabili, alle telescriventi, passando per le periferiche di stampa.
Con l'arrivo degli anni ottanta, il nuovo amministratore delegato, Carlo De Benedetti lo nomina direttore generale per le strategie e lo sviluppo. 
Grazie alla sua opera, Olivetti e AT&T firmano una storica alleanza: la compagnia statunitense diventa azionista di Olivetti con il 25%, apportando 430 miliardi di lire, e vengono siglati importanti accordi di collaborazione tra le due aziende. Nel 1990 intuisce le potenzialità del mercato delle telecomunicazioni mobili e fonda Omnitel sistemi radiocellulari italiani insieme a Lehman Brothers, Cellular Communications International, Bell Atlantic International e la svedese Telia.
È in quegli anni che conosce Steve Jobs, nell'ambito dei suoi compiti di corporate development e venture capitalism, esercitati anche nella Silicon Valley, dove esisteva un centro di ricerca e sviluppo Olivetti con 300 dipendenti.
Arrivato fino alla qualifica di vicepresidente di Olivetti, tralasciando tutti gli incarichi nelle varie controllate, lascia l'azienda nel 1996.
Da allora decide di dedicarsi completamente al venture capitalism e al finanziamento delle startup, tramite i fondi Kiwi I e Kiwi II della Pino Venture Partners, creata insieme a Oliver Novick: finanzia la nascita di Tiscali, Yoox Net-A-Porter Group, Click.it, Blixer, Investnet, Cubeccom e Vitaminic.

## Riconoscimenti
- Nel 2000 ha ricevuto la laurea honoris causa in Economia Aziendale dall'Università di Bologna.[33]

## Opere
- Elserino Piol, Alberto Ronchey, La società dell'informazione. Una prospettiva senza confini, Atti dell'incontro (Caidate, 26 settembre 1995), Milano, Giuffré, 1997.
- Elserino Piol, Il sogno di un'impresa. Dall'Olivetti al venture capitalism, Milano, Il Sole 24 Ore, 2004.
- Elserino Piol, Per non perdere il futuro. Appunti per l'innovazione e la competitività dell'Italia, Milano, Guerini e Associati, 2008.
- Mario Citelli, Elserino Piol, Adaption business model. L'Olivetti dopo Adriano, Firenze, Editore goWare, 2016.